# First Union National Bank
 (février 2016).
Si vous disposez d'ouvrages ou d'articles de référence ou si vous connaissez des sites web de qualité traitant du thème abordé ici, merci de compléter l'article en donnant les références utiles à sa vérifiabilité et en les liant à la section « Notes et références ».
La First Union National Bank était une institution bancaire américaine qui après divers rachats et fusions est à l'origine du grand groupe bancaire Wachovia
Le 2 juin 1908, H.M. Victor fonde la Union National Bank. En 1958, la banque fusionne avec la First National Bank and Trust Company d'Asheville pour devenir la First Union National Bank of North Carolina. Lors des décennies suivantes, mais en particulier pendant les années 1990, la First Union rachète plus de 80 autres banques avant d'acquérir la Wachovia.